# Böle (Berg)
Böle ist ein Ort (Småort) in der schwedischen Gemeinde Berg. Der Ort liegt in der historischen Provinz (landskap) Jämtland.
Böle liegt etwa 40 Kilometer südlich vom Hauptort der Gemeinde, Svenstavik, entfernt am Fluss Röjån. Durch den Ort führt der Länsväg 315. Es nicht weit zur Inlandsbahn und zur Europastraße 45.